# Rezerwat przyrody Barania Góra (województwo śląskie)

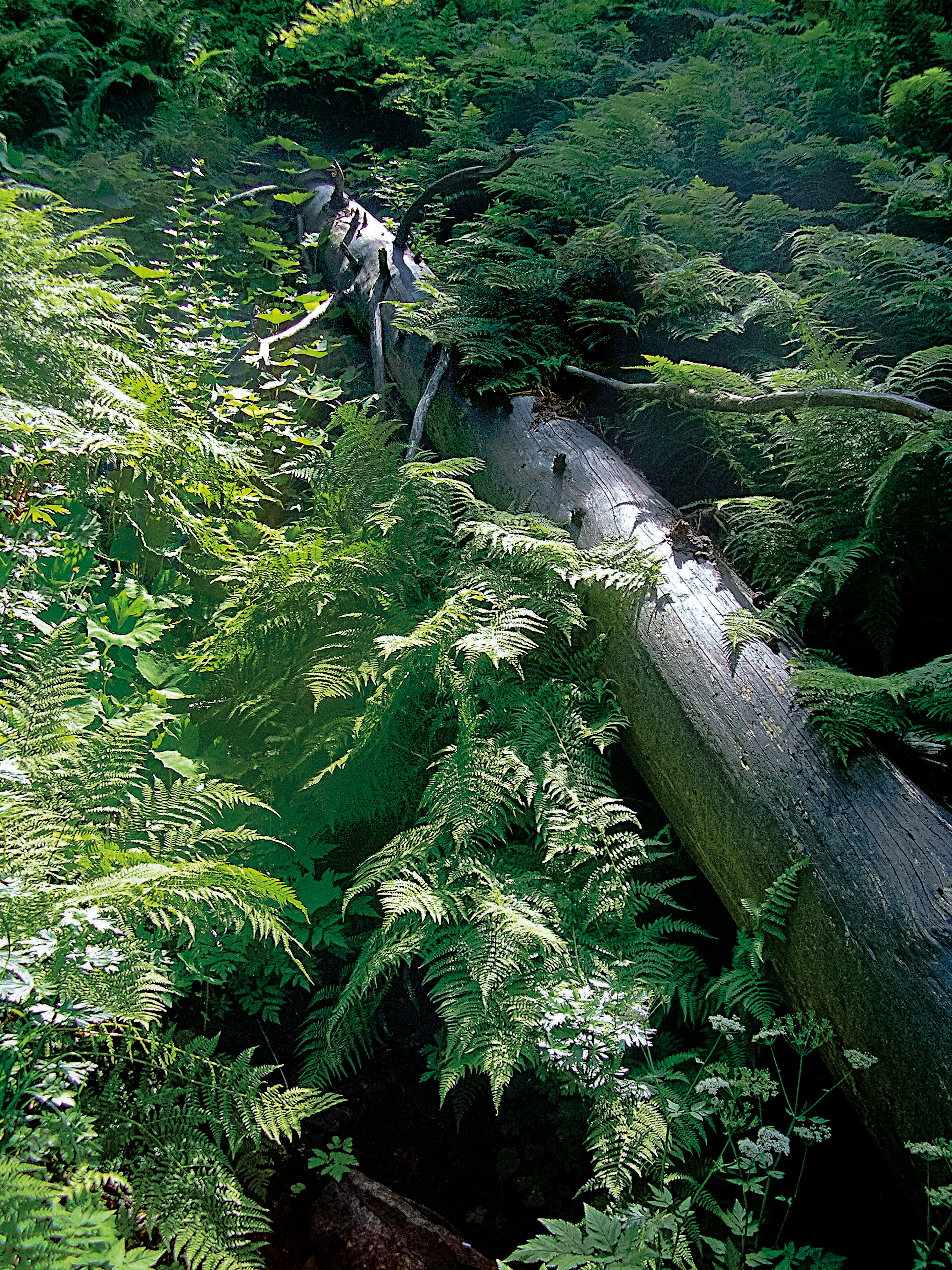
Las w rezerwacie Barania Góra

Barania Góra – leśny rezerwat przyrody utworzony zarządzeniem Ministra Leśnictwa z dnia 5 listopada 1953 r. (M.P. z 1953 r. nr 107, poz. 1436), z późniejszymi zmianami określonymi zarządzeniem Ministra Leśnictwa i Przemysłu Drzewnego z dnia 3 maja 1965 r. (M.P. z 1965 r. nr 26, poz. 131), w celu zachowania w stanie naturalnym ze względów naukowych i społeczno-kulturowych obszarów leśnych na Baraniej Górze, na których bierze swój początek rzeka Wisła. Powierzchnia rezerwatu wynosi obecnie 379,85 ha (akt powołujący podawał 380,72 ha). Obszar rezerwatu podlega ochronie ścisłej.

## Historia
Historia ochrony lasów baraniogórskich sięga drugiej połowy XIX w., kiedy to ich właściciele, cieszyńscy Habsburgowie, zaczęli tu przyjeżdżać wraz z zapraszanymi gośćmi na coroczne polowania na głuszce. W celu właściwego zarządzania tutejszymi rewirami sprowadzili oni leśniczych ze Styrii i Karyntii, którzy dbali także, aby nikt nie zakłócał spokoju tym ptakom. Gdy po zakończeniu I wojny światowej w 1922 r. zaczęło funkcjonować autonomiczne województwo śląskie, związani ze Śląskiem przyrodnicy zwrócili uwagę na wyjątkowe walory przyrodnicze Baraniej Góry.
Jako pierwszy pisał już o tym w 1923 r. na łamach „Dziennika Cieszyńskiego” Kazimierz Simm, wówczas profesor zoologii w Wyższej Szkole Gospodarstwa Wiejskiego w Cieszynie oraz przewodniczący Komisji Ochrony Przyrody cieszyńskiego Oddziału PTT „Beskid Śląski”. Tematowi ochrony przyrody Baraniej Góry poświęcił on m.in. artykuł pt. „Barania Góra (projekt rezerwatu)”, zamieszczony w 2. Roczniku Śląskiego Oddziału Polskiego Towarzystwa Przyrodników im. Kopernika (1929). Na walory przyrodnicze Baraniej Góry zwracał też uwagę Andrzej Czudek, kierujący od 1929 r. referatem ochrony przyrody w Śląskim Urzędzie Wojewódzkim w Katowicach, w pracy pt. „Osobliwości i zabytki przyrody województwa śląskiego” wydanej nakładem Państwowej Rady Ochrony Przyrody (1929). Konkretny projekt rezerwatu przedstawił Marian Koczwara, pracownik Muzeum Śląskiego w Katowicach, publikując w 1931 r. w wydawnictwie tegoż Muzeum rozprawę pt. „Barania Góra jako rezerwat przyrodniczy” (1931).
Głównie dzięki działaniom wymienionych wyżej osób jeszcze przed ogłoszeniem polskiej „Ustawy z dnia 10 marca 1934 roku o ochronie przyrody” Naczelna Dyrekcja Lasów Państwowych utworzyła na Baraniej Górze rezerwat częściowy o powierzchni 388 ha. W bardzo podobnych granicach został powołany obecnie funkcjonujący rezerwat.

## Położenie
Rezerwat położony jest w granicach miasta Wisła w województwie śląskim i ciągnie się szerokim pasem po zachodniej stronie głównego grzbietu Beskidu Śląskiego, sięgając aż po sam szczyt Baraniej Góry (1220 m n.p.m.). Obejmuje oddziały leśne Nadleśnictwa Wisła.
Obszar rezerwatu leży w mezoregionie Beskidu Śląskiego, na zachodnich stokach masywu Baraniej Góry, w przedziale wysokości od 840 do 1220 m n.p.m. Znajduje się w całości w dorzeczu rzeki Wisły, obejmując w szczególności obszary źródliskowe dwóch głównych cieków źródłowych „królowej polskich rzek”: Czarnej i Białej Wisełki.
Rezerwat leży w granicach Parku Krajobrazowego Beskidu Śląskiego.

## Klimat
Rezerwat posiada klimat górski, jednak stosunkowo łagodny w porównaniu z dalej na wschód położonymi pasmami Beskidów o zbliżonej wysokości. Obszar ten leży bowiem na styku wpływów oceanicznych i kontynentalnych i przez 2/3 roku cyrkulacja polarno-morska przeważa tu nad kontynentalną. Teren rezerwatu należy do najbardziej deszczowych w kraju: opady wynoszą tu od 1100 do 1700 mm rocznie, podczas gdy w Polsce niżowej od 500 do 600 mm rocznie. Znaczna część opadów występuje w postaci śniegu. Częste są wiatry typu fenowego, zwane popularnie „halnymi”, wyrządzające znaczne szkody w drzewostanach. W partiach szczytowych grubość pokrywy śniegowej często przekracza 2 metry, a czas jej zalegania sięga 140 dni. Okres wegetacyjny trwa w niższych partiach rezerwatu ok. 200 dni, a w wyższych skraca się do niespełna 150 dni.

## Geologia
Podłoże geologiczne w tej części Beskidów tworzą skały, powstałe w późnej kredzie i wczesnym trzeciorzędzie. Są to skały osadowe pochodzenia mechanicznego, obejmowane wspólną nazwą fliszu karpackiego. Na terenie rezerwatu są to gruboławicowe, żelaziste piaskowce, poprzecinane różnej grubości warstwami łupków i mułowców, zaliczane do tzw. warstw istebniańskich. Wytworzyły się na nich gleby brunatne (ok. 60% powierzchni) i bielicowe (ok. 35% powierzchni), głównie szkieletowe i gruboziarniste, należące do początkowego stadium rozwojowego.

## Flora
Prawie całą powierzchnię rezerwatu zajmują zbiorowiska leśne. Wiek drzew waha się od 70 do 200 lat, a znaczne fragmenty lasu zachowały wszystkie cechy drzewostanów pierwotnych. Najwyżej położoną część pokrywa acydofilna zachodniokarpacka świerczyna górnoreglowa, zróżnicowana na dwa główne podzespoły. W partiach grzbietowych i na słabo nachylonych stokach występuje podzespół trzcinnikowy Plagiothecio-Piceetum tatricum calamagrostietosum villosae. Warstwę drzew o stosunkowo niewielkim zwarciu, wynoszącym od 50 do 70%, tworzy tu wyłącznie świerk. W warstwie krzewów oprócz podrostu świerka występuje pojedynczo jarząb pospolity (jarzębina). W runie dominują trzcinnik owłosiony i borówka czarna. W warstwie mszystej licznie występują płaszczeniec fałdowany i torfowce. Na stromych, skalistych i wilgotnych stokach występuje podzespół paprociowy Plagiothecio-Piceetum tatricum athyrietosum alpestris. Zwarcie warstwy drzew spada tu do 30%, a w warstwie runa dominują paprocie: wietlica alpejska i nerecznica górska. Słabiej rozwiniętą warstwę mszystą budują mchy: płaszczeniec fałdowany i merzyk.
Na szczycie podjęto w latach trzydziestych ubiegłego wieku próbę introdukcji kosodrzewiny (Pinus mugo Turra) i limby (Pinus cembra L.). Trudne warunki konkurencji ze świerkiem przetrwała tylko limba, której zachowały się tylko dwa okazy na grzbiecie, tuż na północ od szczytu.
Z rzadkich w Polsce gatunków w rezerwacie rośnie tocja karpacka.
W niższych położeniach pojawia się dolnoreglowy bór jodłowo-świerkowy Abieti-Piceetum montanum. W drzewostanie obok świerka, osiągającego tu imponujące rozmiary, pojawia się jodła i buk. W runie powszechnie występują: szczawik zajęczy, borówka czarna, śmiałek pogięty, jeżyna gruczołowata oraz paprocie: wietlica samicza i nerecznica szerokolistna.